# Sân bay Yamaguchi Ube
Sân bay Yamaguchi Ube là một sân bay ở Ube, tỉnh Yamaguchi, Nhật Bản (IATA: UBJ, ICAO: RJDC). Sân bay này có một đường băng dài 2499 m bề mặt nhựa đường.

## Các hãng hàng không và các tuyến điểm
Hiện có các hãng hàng không sau đang hoạt động tại sân bay này:
- All Nippon Airways (Tokyo-Haneda)
- Japan Airlines (Tokyo-Haneda)